# Veterans Memorial Stadium
Ne doit pas être confondu avec Veterans Memorial Stadium (Quincy).
Le Veterans Memorial Stadium ou communément appelé National Stadium est un stade multi-usage servant à accueillir les matchs des différentes équipes nationales des Samoa américaines (football et rugby à XV).
Le stade peut contenir jusqu'à 10 000 spectateurs.
Au sein de ses tribunes, le stade accueille également le bureau du Comité National Olympique des Samoa Américaines. 